# خارباله‌داران
خاربالگان (نام علمی: Acanthopterygii) نام یک گروه از فراراسته خارریختان است.